# سوارکاری در بازی‌های آسیایی ۲۰۱۴
سوارکاری در بازی‌های آسیایی ۲۰۱۴ (به انگلیسی: Equestrian at the 2014 Asian Games) در اینچئون در کره جنوبی برگزار شد. تاریخ برگزاری این رقابت‌ها ۲۳ ستامپر تا ۳ اکتبر ۲۰۱۴ بود.

## جدول مدال
| رتبه  | کشور                | طلا | نقره | برنز | مجموع |
| ۱     | کره جنوبی (KOR)     | ۴   | ۱    | ۱    | ۶     |
| ۲     | عربستان سعودی (KSA) | ۱   | ۱    | ۰    | ۲     |
| ۳     | قطر (QAT)           | ۱   | ۰    | ۰    | ۱     |
| ۴     | ژاپن (JPN)          | ۰   | ۳    | ۲    | ۵     |
| ۵     | چین (CHN)           | ۰   | ۱    | ۰    | ۱     |
| 6     | هنگ کنگ (HKG)       | ۰   | ۰    | ۱    | ۱     |
| 6     | اندونزی (INA)       | ۰   | ۰    | ۱    | ۱     |
| 6     | چین تایپه (TPE)     | ۰   | ۰    | ۱    | ۱     |
| Total | Total               | ۶   | ۶    | ۶    | ۱۸    |